# Gotha Ka 430
Gotha Ka 430 là một loại tàu lượn vận tải quân sự, chế tạo năm 1944, do Albert Kalkert thiết kế.

## Tính năng kỹ chiến thuật
Đặc điểm tổng quát
- Sức chứa: 12 lính hoặc 1.400 kg (3.080 lb) hàng hóa
- Chiều dài: 13.22 m (43 ft 4 in)
- Sải cánh: 19.50 m (64 ft 0 in)
- Chiều cao: 4.16 m (13 ft 8 in)
- Trọng lượng rỗng: 1.810 kg (3.990 lb)
- Trọng lượng có tải: 4.600 kg (10.140 lb)

Hiệu suất bay
- Vận tốc cực đại: 320 km/h (200 mph)

Vũ khí trang bị
- 1 × Súng máy MG 131 13 mm (.51 in)